# James Barnor

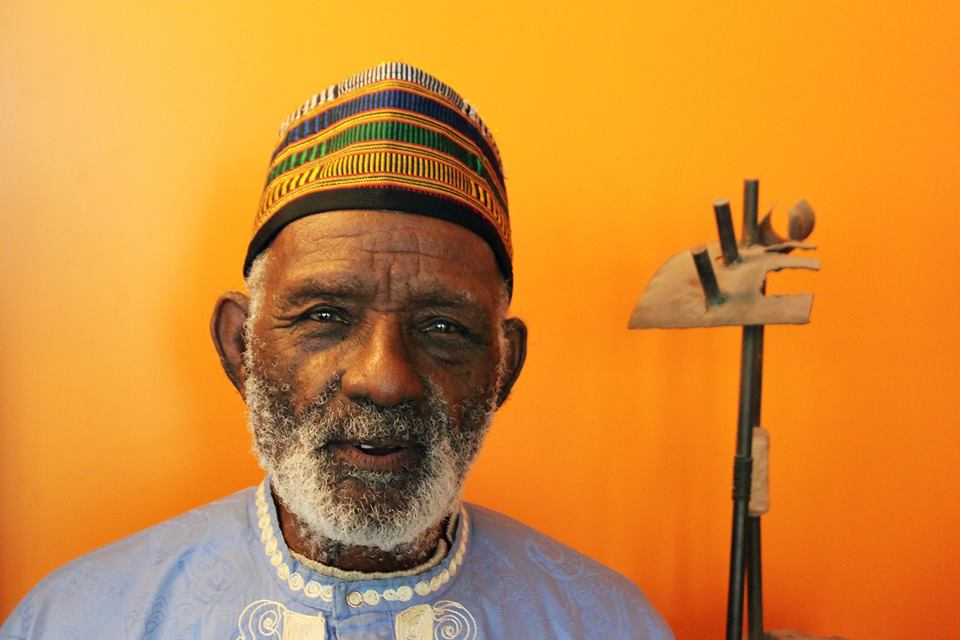
James Barnor, 2016

Frederick Seton James Barnor (geboren am 6. Juni 1929 in Accra, britische Kronkolonie Goldküste) ist ein ghanaisch-britischer Fotograf. Er war der erste Pressefotograf Ghanas und hat wesentlich zur Verbreitung der Farbfotografie in Westafrika beigetragen. Seine Fotos dokumentieren unter anderem das Leben der schwarzen Diaspora in Großbritannien in den „Swinging Sixties“.

## Lebensweg

### Goldküste, 1929–1959
James Barnor wurde am 6. Juni 1929 in Accra geboren, das damals noch in der britischen Kronkolonie Goldküste lag. Mitte der 1940er Jahre kam es vermehrt zu größeren antikolonialen Protesten in Westafrika.
In Barnors Familie gab es bereits mehrere Berufsfotografen.
Im Jahr 1947 nahm Barnor eine zweijährige Fotografenlehre im „Yehowa Aakwe“-Fototudio seines Vetters J. P. D. Dodoo auf. Nach Abschluss dieser Lehre, 1949, eröffnete Barnor sein eigenes Fotostudio „Ever Young“ in Accra. Anfangs arbeitete er vor allem unter freiem Himmel. Kwame Nkrumah gründete ebenfalls 1949 die Convention People’s Party (CCP) und wurde zum Sprecher für Forderungen nach Unabhängigkeit für die Goldküste und pan-afrikanischen politischen Aktivismus. 1950 wurde die Zeitschrift Daily Graphic von der „Daily Mirror“-Group in London gegründet und Barnor wurde der erste Fotojournalist der Goldküste. Ab 1952 arbeitete Barnor auch für das pan-afrikanische Magazin Drum, das 1951 in Johannesburg, Südafrika, gegründet wurde. Er lieferte der Zeitschrift Drum Fotos von Kwame Nkrumah und von dem Boxer Roy Ankrah („The Black Flash“). Im Jahr 1953 verlegte Barnor sein „Ever Young“-Fotostudio nach Jamestown, ein Stadtviertel von Accra. 
Am 6. März 1957 wurde die Goldküste als eine der ersten Kolonien in Afrika südlich der Sahara unabhängig und benannte sich in Ghana um.

### Großbritannien, 1959–1969
Im Jahr 1959 ging Barnor nach London, um dort seine fotografischen Kenntnisse zu vertiefen. 1960 zog er nach Kent um, um dort in den Colour Processing Laboratories Ltd. in Edenbridge die Farbfotografie zu erlernen, und studierte anschließend am Medway College of Art in Rochester (Kent). Im selben Jahr fuhr Barnor nach Nigeria, um dort die Unabhängigkeitsfeierlichkeiten zu fotografieren. Seit 1961 fotografiert Barnor auch selbst in Farbe. 1963 organisierte Barnor eine Ausstellung über ghanesische Kultur und Kunst im Medway College of Art in Rochester. Nach Abschluss seiner dortigen Ausbildung blieb er bis 1966 als technischer Assistent an dieser Hochschule. 1966 nahm Barnor seine Mitarbeit beim südafrikanischen Magazin Drum wieder auf. Mehrere seine Fotos erschienen in London auf den Titelseiten von Zeitschriften. Barnor arbeitete auch für das Centre for Educational Television Overseas (CETO) und die Werbeagentur Campbell-Drayton. 1967 wurde Barnor als Hersteller von Farbabzügen in den Colour Processing Laboratories in Edenbridge angestellt. 1969 absolvierte Barnor eine Ausbildung bei Agfa-Gevaert in Leverkusen und in Mortsel (Belgien), um technischer Repräsentant dieser Firma in Ghana zu werden.

### Ghana, 1969–1994
Nach seiner Rückkehr nach Ghana im Jahr 1969 verbreitete Barnor Kenntnis von der Farbfotografie im Raum Accra und beteiligte sich an der Eröffnung des ersten Farbfilm-Labors in Ghana. 1973 eröffnete Barnor sein Studio „X23“ unweit von Jamestown (Accra). 
Barnor erhielt viele Aufträge für Schallplatten-Cover von Musikgruppen in Accra für Werbefotos von internationalen Unternehmen wie dem italienischen Mineralöl- und Energiekonzern Agip. 1977 wurde Barnor als Fotograf und Grafik-Designer bei der United States Information Agency (USIS) in der US-Botschaft in Accra angestellt. 
Unter dem Militärregime von Jerry John Rawlings in Ghana wurde Barnor offizieller Regierungsfotograf der Regierung Rawlings. Daneben engagierte Barnor sich in seiner Musikgruppe „Ebaa Hi Gbiko“ (später in „Fee Hi“ umbenannt) und organisierte eine Italien-Tournee für deren Musiker und Tänzer. 
1992 wurde Barnors Studio „X23“ geschlossen, das – wie viele andere afrikanische Fotostudios – unter der Einführung der Digitalfotografie zu leiden hatte. 

### Großbritannien, ab 1994
1994 kehrte der inzwischen 65-jährige Barnor unter Mitnahme seiner etwa 30.000 Negative, Abzüge, Fotoplatten und anderer Dokumente nach Großbritannien zurück. Die Auswertung dieses Fotoarchivs begann im Jahr 2004, aber erst 2017 wurde Barnors Fotoarchiv nach Paris gebracht und dort vollständig dokumentiert und digitalisiert. Barnor fand keine Anstellung als Fotograf und arbeitete als Reinigungskraft im Flughafen London-Heathrow.

## Ausstellungen
- 2010: Die Ausstellung „James Barnor: Ever Young“ wurde vorab am W.E.B. Du Bois-Institut der Harvard-Universität gezeigt, bevor sie im Autograph ABP am Londoner Rivington Place eröffnete. Die Ausstellung wurde auch an anderen Orten gezeigt und führt zu Ankäufen einiger Fotos von Barnor durch die Tate-Galerie, das Victoria & Albert Museum und das Musée due quai Branly – Jacques Chirac.
- 2017: Die Ausstellung „La Vie selon James Barnor“ wurde bei der 11. Biennale in Bamako (Mali) gezeigt und wandert dann weiter in den Senegal, durch Ghana, Südafrika, Namibia, Sambia und Botswana.
- 2019: Ausstellung „James Barnor: A Retrospective“ in der Nubuke Foundation in Accra.
- 2021: Ausstellung „James Barnor. Accra/London: A Retrospective“ in der Serpentine North Gallery in London, dem Museo d’Arte delle Svizzera Italiana (MASI) in Lugano und im Detroit Institute of Arts in Detroit. Weitere Fotoankäufe, etwa durch das Museum of Modern Art, New York, und das Centre Pompidou, Paris.
- 2022: Ausstellung „James Barnor: Stories. Pictures from the Archive (1947–1987)“ im LUMA Arles